# Rodrigo Taddei
Rodrigo Ferrante Taddei (ur. 6 marca 1980 w São Paulo) – piłkarz brazylijski grający na pozycji bocznego pomocnika.

## Kariera
Taddei urodził się w São Paulo i jego pierwszym klubem w karierze był miejscowy SE Palmeiras. Najpierw grał w rozgrywkach juniorów, a w roku 2000 został włączony do pierwszej drużyny. 10 października zdobył swoją pierwszą bramkę w karierze, a Palmeiras na własnym boisku pokonał Santos FC 2:1. W pierwszym sezonie gry w Palmeiras zaliczył tylko 9 występów, a jego drużyna zakończyła sezon na 12. miejscu w tabeli. W kolejnym sezonie w 2001 także nie grał zbyt wiele i był głównie rezerwowym i nie miał zbyt dużego wpływu na słaby występ swojej drużyny, która zajmując 24. miejsce w lidze spadła o klasę niżej. W Palmeiras Taddei grał jeszcze pół roku i we wrześniu 2002 roku wyjechał do Europy i podpisał kontrakt z drużyną Serie B, AC Siena. Taddei po kilku występach stał się gwiazdą tej toskańskiej drużyny i miał duży wpływ w awansie Sieny do Serie A. W Serie A zadebiutował już w 1. kolejce sezonu 2003/2004, 31 sierpnia w zremisowanym 2:2 meczu z Perugią i w 48. minucie wpisał się na listę strzelców ustalając wynik spotkania. Pod koniec 2003 roku Taddei walczył o życie, po tym jak został ranny w wypadku samochodowym. Zginął wówczas jego młodszy brat Leonardo, a jego kolega z drużyny Pinga, także został ranny. Jednak stan Rodrigo z czasem się polepszył i po rehabilitacji powrócił do składu Sieny i przyczynił się do uniknięcia przez ten zespół degradacji do Serie B. Także w sezonie 2004/2005 pokazał klasę i ponownie był jednym z najlepszych zawodników w zespole, a Sienie znów udało się uniknąć spadku o klasę niżej.
Po sezonie Taddei odmówił przedłużenia kontraktu ze Sieną, za co spotkała go krytyka władz klubu. Na zasadzie wolnego transferu przeszedł do stołecznej Romy, a oprócz tego miał wiele ofert, w tym z Juventusu, S.S. Lazio, Interu Mediolan oraz klubów z Premiership. Szybko zaaklimatyzował się w Romie i między innymi na skutek kontuzji Vincenzo Montelli wywalczył miejsce w pierwszym składzie w ataku Romy. Przez cały sezon zagrał niemal we wszystkich meczach swojego zespołu i zdobył 8 bramek. Co prawda Roma zajęła 5. miejsce w Serie A, ale po karach nałożonych na inne kluby, Romie przyznano wicemistrzostwo kraju. Z Romą dotarł także do finału Pucharu Włoch, ale tam rzymianie nie sprostali Interowi Mediolan. 21 lipca 2014 podpisał kontrakt z Perugią.
Taddei nigdy nie grał w reprezentacji Brazylii nawet w drużynach juniorskich. Ma także włoskie obywatelstwo, co może mu umożliwić w przyszłości grę w reprezentacji Włoch. Byłby wtedy drugim po Mauro Camoranesim piłkarzem w kadrze, który nie jest rodowitym Włochem.
| Sezon   | Klub         | Kraj     | Rozgrywki                       | Mecze | Bramki |
| ------- | ------------ | -------- | ------------------------------- | ----- | ------ |
| 2000    | SE Palmeiras | Brazylia | Série A                         | 9     | 1      |
| 2001    | SE Palmeiras | Brazylia | Série A                         | 10    | 0      |
| 2002    | SE Palmeiras | Brazylia | Série B                         | 6     | 0      |
| 2002/03 | AC Siena     | Włochy   | Serie B                         | 26    | 3      |
| 2003/04 | AC Siena     | Włochy   | Serie A                         | 27    | 8      |
| 2004/05 | AC Siena     | Włochy   | Serie A                         | 21    | 3      |
| 2005/06 | AS Roma      | Włochy   | Serie A                         | 37    | 8      |
| 2006/07 | AS Roma      | Włochy   | Serie A                         |       |        |
|         |              |          | Łącznie w brazylijskiej Série A | 19    | 1      |
|         |              |          | Łącznie w Serie A               | 85    | 19     |

## Dodatkowe informacje[1]
18 października 2006 Rodrigo wykonał nowy trik piłkarski zwany „The Aurelio” (nazwa wzięła się od imienia asystenta trenera Romy, Aurelio Andreazzoliego). Trik polega na przeniesieniu ciężaru ciała na lewą nogę, podczas gdy prawa noga kopie piłkę wokół lewej, a następnie znów przerzuca piłkę do przodu. Jest to drugi w historii przypadek, kiedy kiwkę piłkarską nazwano od imienia bądź nazwiska zawodnika (pierwszy przypadek to „zwód Cruijffa”).